# المتحف الملكي للفنون الجميلة بأنتويرب
المتحف الملكي للفنون الجميلة بأنتويرب تم تأسيسه سنة 1810 في مدينة أنتويرب، وتحتوي علي قطع فنية وأثرية يمتد تاريخها بين القرن الرابع عشر والقرن العشرين. المتحف مغلق حاليا إلى غاية نهاية 2017 من أجل الترميم.